# Насадження горіха манчжурського
Насадження горіха манчжурського — ботанічна пам'ятка природи місцевого значення. Об'єкт розташований на території Черкаського району Черкаської області, квартал 17 Таганчанського лісництва Корсунь-Шевченківського ДЛГ.
Площа — 0,5 га, статус отриманий у 1979 році.